# کادر کیتا (بازیکن فوتبال، زاده ۲۰۰۰)
کادر کیتا (انگلیسی: Kader Keïta؛ زادهٔ ۶ نوامبر ۲۰۰۰) بازیکن فوتبال اهل فرانسه است.
وی همچنین در تیم ملی فوتبال Ivory Coast Olympic بازی کرده‌است.